# Wie eine liebende Mutter
Wie eine liebende Mutter (italienisch „Come una madre amorevole“) ist ein nach seinen ersten Worten benanntes Apostolisches Schreiben von Papst Franziskus, welches er in Form eines Motu Proprio am 4. Juni 2016 veröffentlichte. Er regelt mit dieser Anordnung die Absetzung von Bischöfen, Eparchen und Ordensoberen, die den sexuellen Missbrauch in der römisch-katholischen Kirche vertuschen, verschweigen oder nicht angemessen darauf reagieren.

## Form
Der Form nach besteht die Anordnung aus einer Einleitung, fünf Artikeln und einer Schlussbestimmung und wurde mit dem 4. Juni 2016 datiert. Das Datum des Inkrafttretens wurde auf den 5. September festgelegt. Die Promulgationsweise nach can. 8 § 1 CIC, die die Promulgation in den Acta Apostolicae Sedis festlegt, wurde durch den Papst auf die Veröffentlichung im L’Osservatore Romano, der Tageszeitung des Apostolischen Stuhls, erweitert. Das Apostolische Schreiben ist ein universalkirchliches Gesetz, es ist für den lateinischen wie für den orientalischen Rechtskreis gültig und setzt entgegenstehende Rechtsnormen außer Kraft.

## Inhaltsangabe
Einleitung
Der Papst hebt in der Einleitung die Verantwortung der Kirche für die Schwachen und Verletzlichen hervor und betont, dass insbesondere Kinder und schutzbedürftige Erwachsene der besonderen kirchlichen Sorge unterworfen sind.  Dieser ausdrücklichen Pflicht unterliegen somit die Diözesanbischöfen, die Eparchen und der ihnen rechtlich gleichgestellten Personen. Franziskus unterstreicht die vorhandenen Bestimmungen über die Amtsenthebung, die sich gleichwohl auf can. 193 § 1 CIC und can. 975 § 1 CCEO stützt und die Sorgfaltspflicht, gerade in Bezug auf die Fälle des sexuellen Missbrauchs von Kindern und schutzbedürftigen Erwachsenen bezieht. 
Artikel 1
In diesem Artikel regelt das Schreiben die rechtlichen Grundlagen und Voraussetzungen für die Amtsenthebung und grenzt den betroffenen Personenkreis ein. 
Artikel 2
Im Nachfolgenden wird die zuständige Kongregation der römischen Kurie ermächtigt die Einleitung eines Ermittlungsverfahrens einzuleiten. Neben der Zustellung der Beschuldigungen wird dem Beschuldigten die Gelegenheit eingeräumt im zeitlichen Rahmen Dokumente und Aussagen zu seiner Entlastung vorzulegen. 
Artikel 3
In ihm werden die Vorbereitung der Beschlussfassung und die formalen Rahmenbedingungen geregelt. Hierzu gehören das Anhörungs- und Verteidigungsrecht und die Sitzungsfestlegung.
Artikel 4
Artikel 4 bestimmt die abschließenden Verfahrensschritte der Kongregation.
Artikel 5
Hierin wird die Approbationspflicht, nach der Urteilsfindung, durch den Papst festgelegt. Vor der Approbation beruft der Papst ein Kollegium von Juristen ein und lässt sich von diesen beraten.
Schlussbestimmungen
Sie legt den Promulgationsmodus,  die Publikation  und das Inkrafttreten fest.

## Bedeutung
Papst Franziskus erfüllte mit diesem Motu proprio die Forderungen von Missbrauchsopfern und erweiterte damit das von Papst Johannes Paul II. (1978 – 2005) im Jahre 2001 erlassene und von Papst Benedikt XVI. (2005 – 2013) im Jahre 2010 geänderte Motu proprio Sacramentorum sanctitatis tutela. Schon in der Vergangenheit hatte er wiederholt zu Null-Toleranz  gegenüber Kindesmissbrauch aufgerufen. In seinem nachsynodalen Schreiben  Amoris laetitia (Freude der Liebe) zum Familienbild der katholischen Kirche bezeichnete Franziskus Kindesmissbrauch als „eine der skandalösesten und perversesten Wirklichkeiten der heutigen Gesellschaft… Der sexuelle Missbrauch von Kindern wird noch skandalöser, wenn er an den Orten geschieht, wo sie geschützt werden müssen, besonders in den Familien, in den Schulen und in den christlichen Gemeinschaften und Institutionen“, schrieb er. Auch wenn Entlassungen von Diözesanbischöfen  und gleichgestellten Personen schon vorher möglich waren, so unterstreicht der Papst ausdrücklich die Verfehlungen beim Kindermissbrauch  als eine besonders schwere Amtsverletzung. Er schließt dabei ein, dass auch die Kirchenoberen abgesetzt werden können, die Kindesmissbrauch durch ihnen unterstellte Geistliche ignorieren, nachlässig sind bzw. nicht angemessen reagieren. 